# Le Tonnerre de Jupiter
 (juillet 2025).
Pour plus de détails, voir Fiche technique et Distribution.
Le Tonnerre de Jupiter est un film de Georges Méliès sorti en 1903 au début du cinéma muet.

## Synopsis
Jupiter apparaît dans les cieux sur son char. Il est rejoint par Hermès, qui court sans cesse, Il fait ensuite apparaitre les huit Muses, qui chantent et dansent. Il s'énerve, car son tonnerre, qu'il brandit volontiers, ne marche plus. Celui-ci devient incontrôlable et finit par exploser. 